# Llista de guerres més sagnants

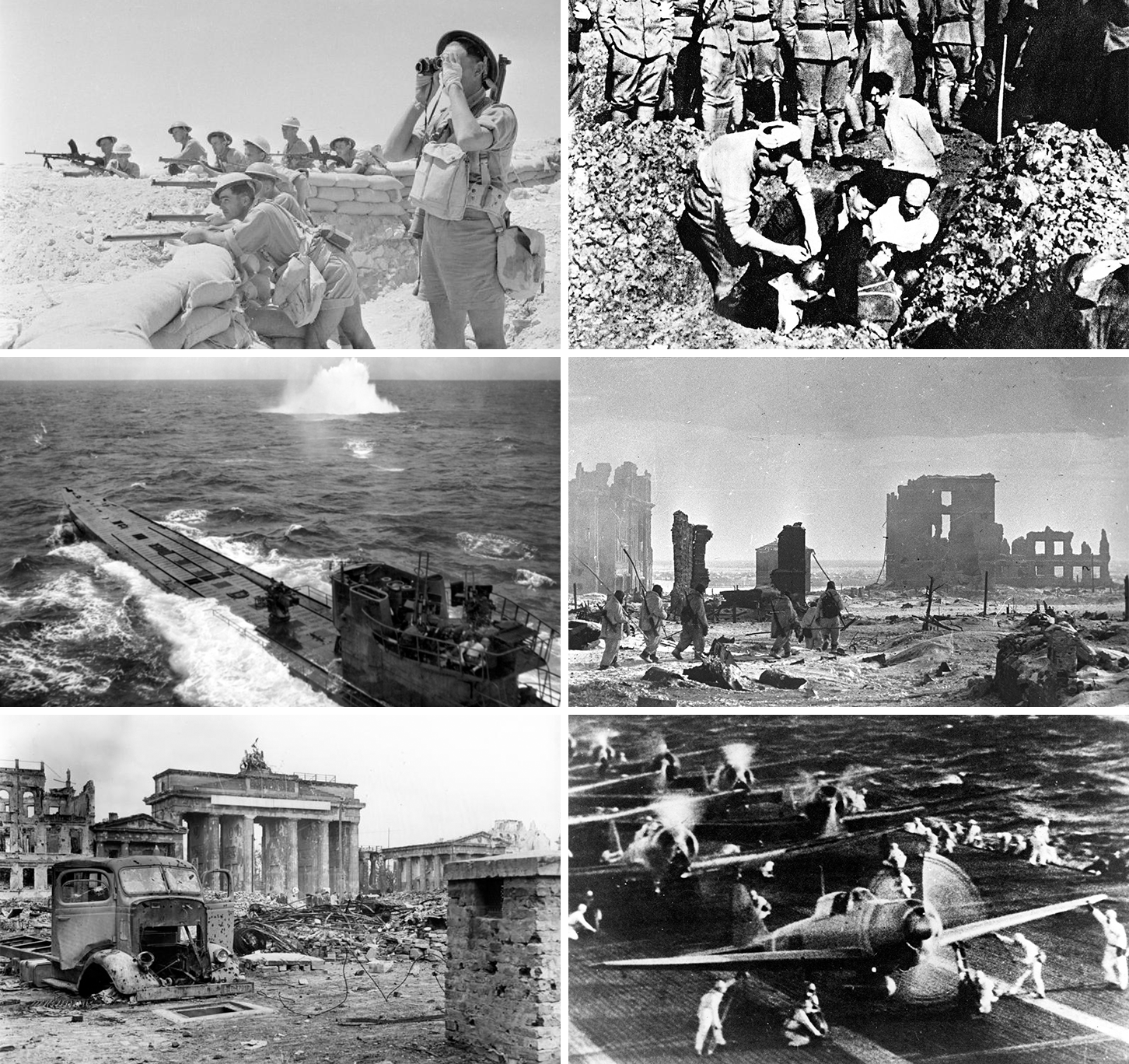
Escenes de la Segona Guerra Mundial

El samurai Suenaga atacat per fletxes i explosius mongols. Moko Shurai Ekotoba (蒙古襲来絵詞), c. 1293.

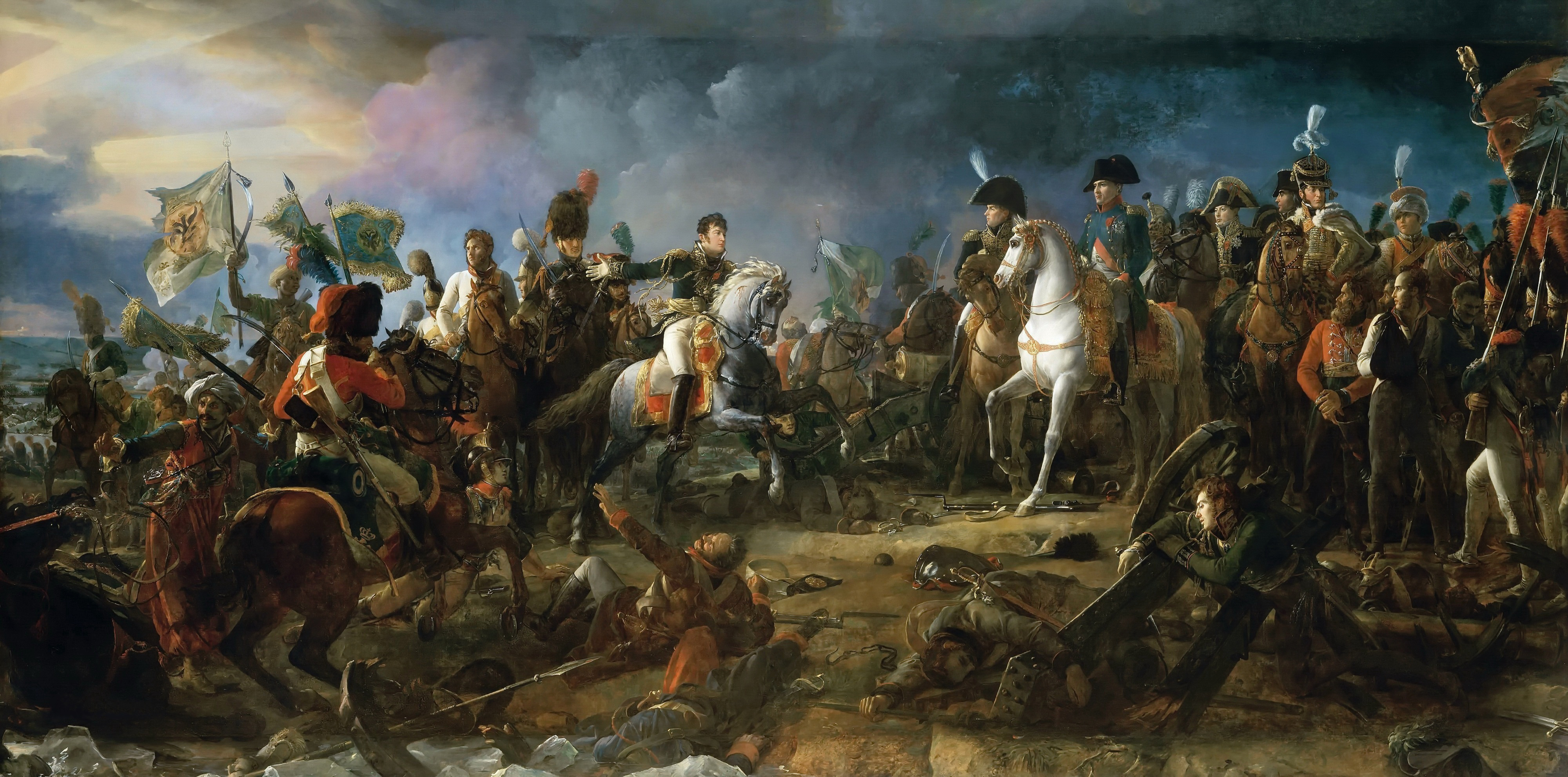
Batalla d'Austerlitz (1805)

Batalla de la Muntanya Blanca (1620) un esdeveniment de la Guerra dels Trenta Anys

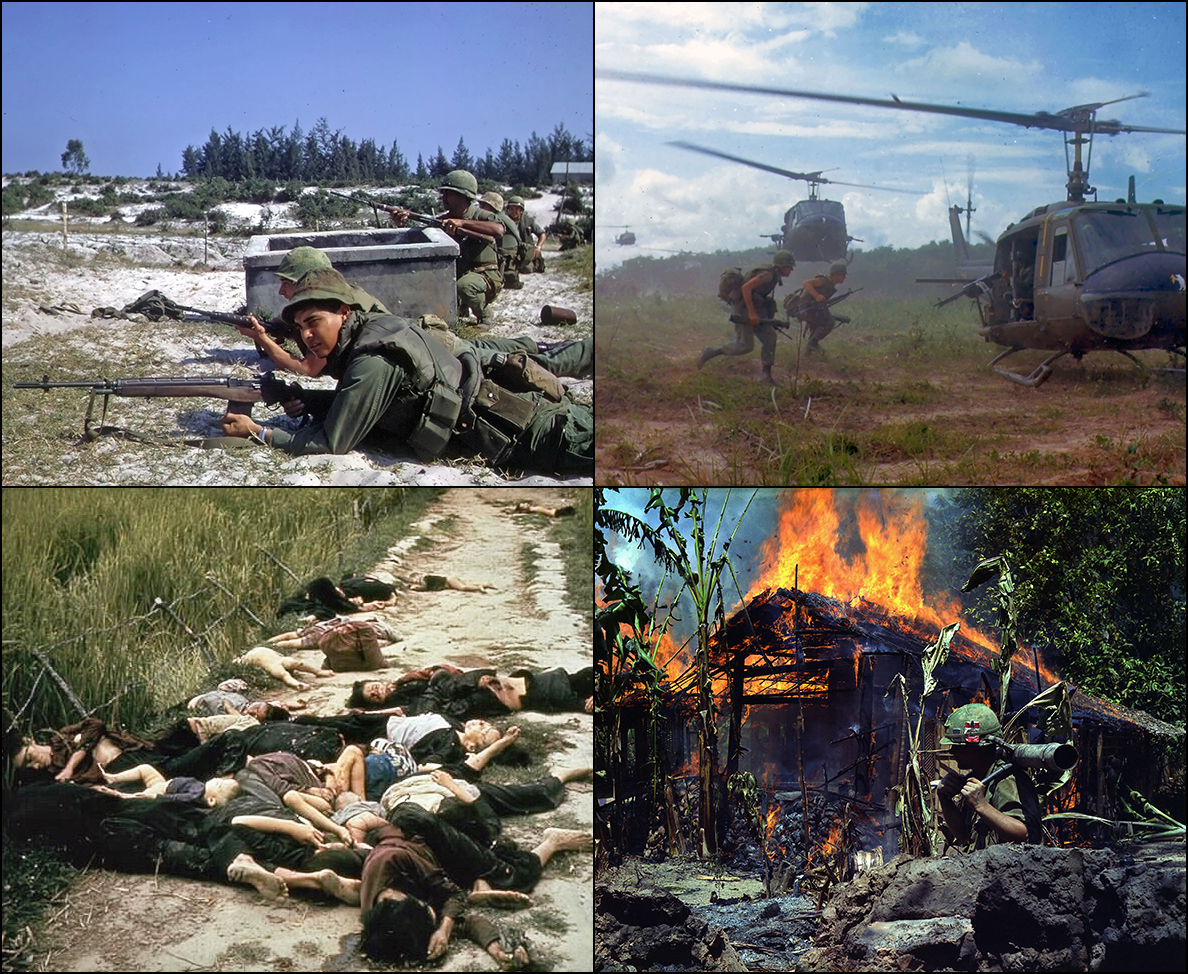
Escenes de la guerra del Vietnam

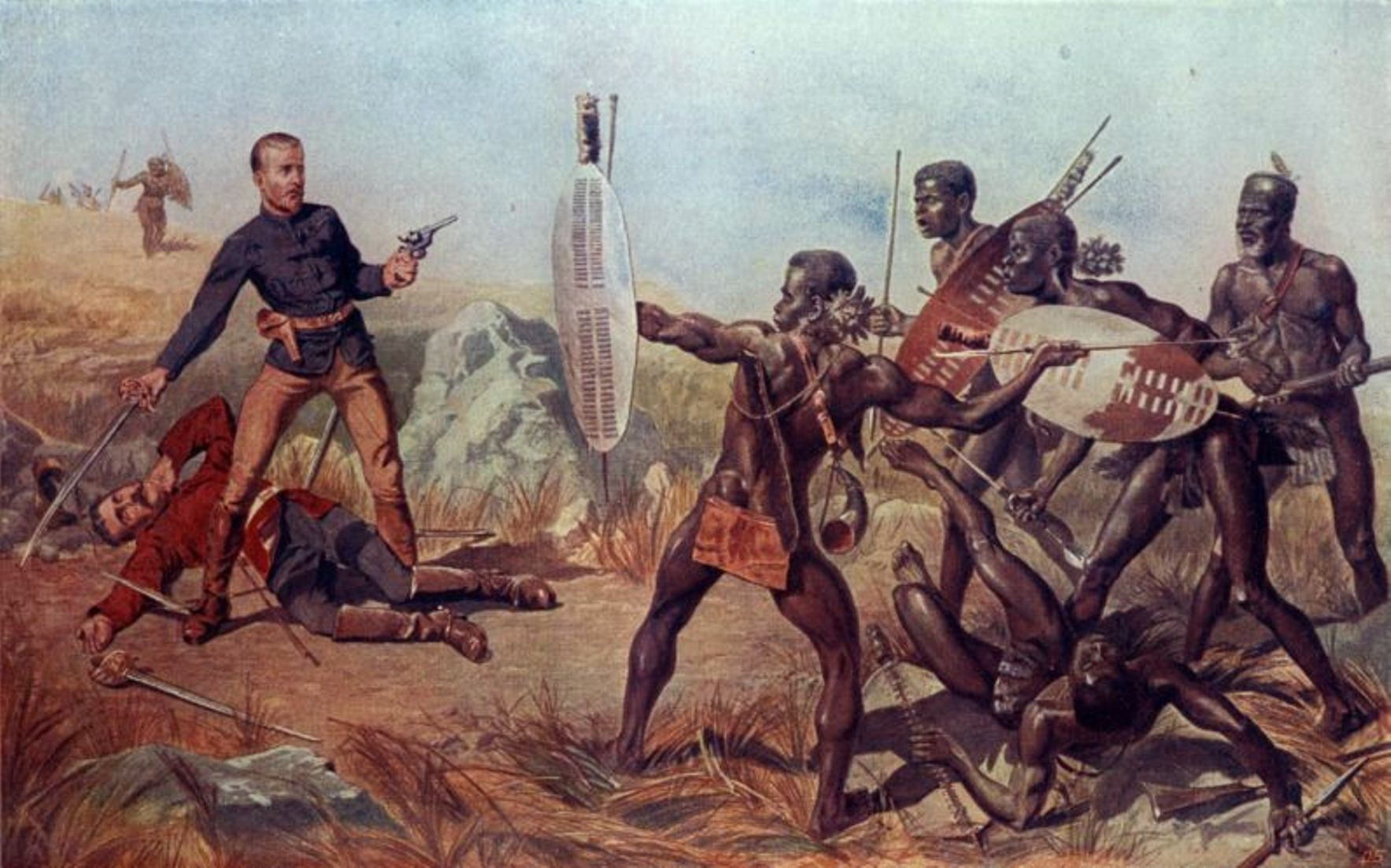
Shaka expandí el territori zulú gràcies al seu poder militar

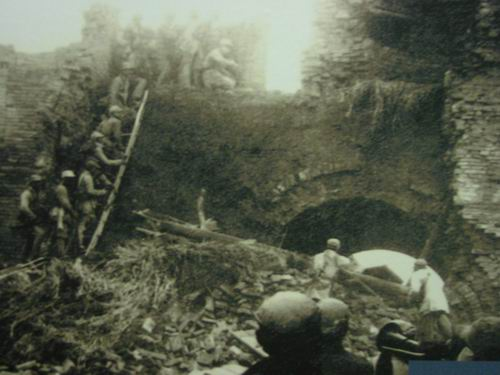
Enfrontament a Shangtang durant la Guerra Civil Xinesa

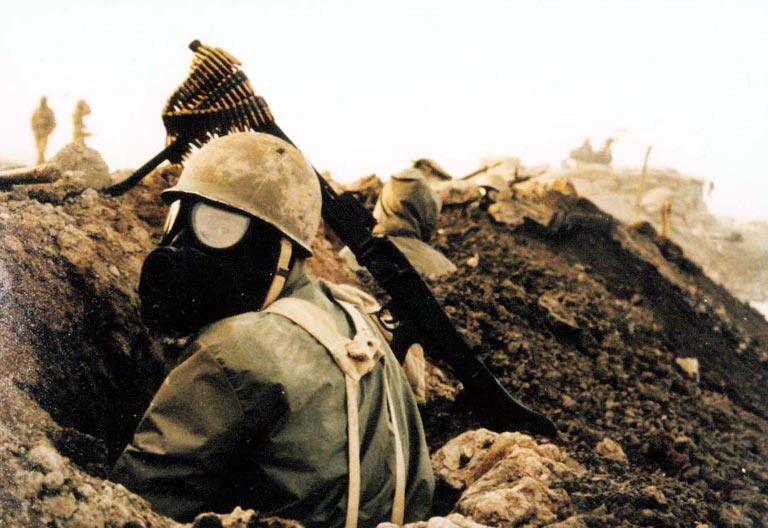
Soldat iranià amb una màscara per protegir-se des atacs amb armes químiques, durant la guerra Iran-Iraq

La llista de guerres més sagnants és una llista de les guerres que han generat més de 200.000 morts. Aquestes xifres inclouen les morts de civils a causa de malalties, la fam, les atrocitats, etc., així com les morts dels membres de les forces armades en batalla.
- 60.000.000–72.000.000 - Segona Guerra Mundial (1939–1945).[1][2]
- 36.000.000 - Rebel·lió d'An Lushan (Xina, 755–763).
- 30.000.000 - 60.000.000 - Conquestes mongoles (segle xiii).[3][4][5][6]
- 25.000.000 - Dinastia Qing derroca la dinastia Ming (1616–1662).[7]
- 20.000.000 - Primera Guerra Mundial (1914–1918).[8]
- 20.000.000 - Rebel·lió dels Taiping (Xina, 1851–1864).[9]
- 20.000.000 - Segona Guerra Sinojaponesa (1937–1945).[10]
- 10.000.000 - Període dels Regnes Combatents (Xina, 475 aC–221 aC).
- 7.000.000 - 20.000.000 Conquestes de Tamerlà (1360-1405).[11][12]
- 5.000.000 - 9.000.000 - Guerra Civil Russa (1917–1921).[13]
- 5.000.000 - Conquestes de Menelik II d'Etiòpia (1882- 1898).[14][15]
- 3.800.000 - 5.400.000 - Segona Guerra del Congo (1998–2007).[16][17][18]
- 3.500.000 - 6.000.000 - Guerres napoleòniques (1804–1815).
- 3.000.000 - 11.500.000 - Guerra dels Trenta Anys (1618–1648).[19]
- 3.000.000 - 7.000.000 - La Rebel·lió dels Turbants Grocs (Xina, 184–205).
- 2.500.000 - 3.500.000 - Guerra de Corea (1950–1953) (vegeu Guerra Freda).[20]
- 2.300.000 - 3.800.000 - Guerra del Vietnam (1945–1975).
  - 300.000 - 1.300.000 - Guerra d'Indoxina (1945–1954).
  - 100.000 - 300.000 - Guerra Civil Vietnamita (1954–1960).
  - 1.750.000–2.100.000 - Fase americana (1960–1973).
  - 170.000 - Fase final (1973–1975).
  - 175.000 - 1.150.000 - Guerra Civil de Laos (1962–1975).
- 2.000.000 - 4.000.000 - Guerres de religió a França.[21]
- 2.000.000 - Conquestes de Shaka (1816-1828).[22]
- 2.000.000 - Invasions de l'Índia de Mahmud de Ghazni (1000-1027).[23]
- 300.000 - 3.000.000 Guerra d'Alliberament de Bangladesh (1971).[24]
- 1.500.000- 2.000.000 - Guerra Civil Afganesa (1979-).
  - 1.000.000 - 1.500.000 Guerra afgano-soviètica (1979–1989).
- 1.300.000 - 6.100.000 - Guerra Civil Xinesa (1928–1949).[25]
  - 300.000 - 3.100.000 abans del 1937.
  - 1.000.000 - 3.000.000 després de la Segona Guerra Mundial.
- 1.000.000- 2.000.000 - Revolució Mexicana (1910–1920).[26]
- 1.000.000 - Guerra Iran-Iraq (1980–1988).[27]
- 1.000.000 - Invasions japoneses de Corea (1592-1598).[28]
- 1.000.000 - Segona guerra civil sudanesa (1983–2005).
- 1.000.000 - Guerra de Biafra (1967–1970).
- 618.000[29] - 970.000 - Guerra Civil dels Estats Units (inclou 350.000 per malalties) (1861–1865).
- 900.000 - 1.000.000 - Guerra Civil Moçambiquenya (1976–1993).
- 868.000[30] - 1.400.000[31] - Guerra dels Set Anys (1756-1763)
- 800.000 - 1.000.000 - Guerra Civil Ruandesa (1990-1994)
- 800.000 - Primera Guerra del Congo (1991–1997).
- 600.000 - 1.300.000 - Primera guerra judeoromana
- 580.000 - Revolta de Bar Kokhebà (132–135CE)
- 570.000 - Guerra d'independència d'Eritrea (1961-1991)
- 550.000 - Guerra civil somali (1988-)
- 500.000 - 1.000.000 - Guerra Civil Espanyola (1936–1939)
- 500.000 - Guerra Civil Angolesa (1975–2002)
- 500.000 - Guerra Civil Ugandesa (1979–1986)
- 400.000 - 1.000.000 - Guerra de la Triple Aliança al Paraguai (1864–1870)
- 400.000 - Guerra de Successió Espanyola (1701-1714)
- 371.000 - Guerra de Continuació (1941-1944)
- 350.000 - Gran Guerra del Nord (1700-1721).[32]
- 315.000 - 735.000 - Guerra dels Tres Regnes (1639-1651) Campanya anglesa ~40.000, Escocesos 73.000, irlandesos 200.000-620.000[33]
- 300.000 - Guerra Russo-circasiana (1763-1864).
- 300.000 - Primera Guerra Civil de Burundi (1972).
- 300.000 - Guerra del Darfur (2003-).
- 270.000 - 300.000 - Guerra de Crimea (1854–1856).
- 234.000 - Guerra filipino-estatunidenca (1898-1913).[34]
- 230.000 - 1.400.000 - Guerra Civil Etíop (1974–1991).
- 224.000 - Guerra dels Balcans (1912-1913).
- 220.000 - Guerra Civil de Libèria (1989 -).
- 217.000 - 1.124.303 - Guerra contra el terrorisme
- 200.000 - 1.000.000 - Croada albigesa (1208-1259).[35][36]
- 200.000–800.000 - Era dels Senyors de la guerra a la Xina (1917–1928).
- 200.000 - Segona Guerra Púnica (218 aC - 204 aC).
- 200.000 - Guerra Civil de Sierra Leone (1991–2000).
- 200.000 - Guerra Civil Algeriana (1991-).[37][38]
- 200.000 - Guerra civil a Guatemala (1960–1996).
- 148.000-1.000.000 - Guerra d'Hivern (1939).
- 103.359+ - 1.136.920+ - Invasió de l'Iraq de 2003 (2003-actualitat).
- 100.000 - 1.000.000 - Guerra civil Inca (1531–1532).
- 120.000 - 384.000 Gran Guerra Turca (1683-1699).
- 117.000 - 500.000 - Revolta de la Vendée (1793-1796).
- 100.000 - 400.000 - Genocidi de Nova Guinea (1984 -).
- 100.000–1.000.000 - Guerra d'Algèria (1954–1962).
- 180.000 - 300.000 - La Violencia (1948-1958).